# 437
437 (CDXXXVII) var ett normalår som började en fredag i den julianska kalendern.

## Händelser

### Oktober
- 29 oktober – Den västromerske kejsaren Valentinianus III gifter sig med Licinia Eudoxia, dotter till hans kusin, den östromerske kejsaren Theodosius II, varvdid de två grenarna av Theodosius ätt förenas.

## Födda
- Childerik I, kung över de saliska frankerna från omkring 457 eller 458 till 481 eller 482 (född omkring detta eller föregående år)

## Avlidna
- Li Jingshou, kinesisk prinsessa.